# 安徽省财政厅
安徽省财政厅是中华人民共和国安徽省人民政府的组成部门，主管财政收支、财税政策和国有资本金工作。

## 历史
1949年成立皖北人民行政公署与皖南人民行政公署后，成立了对应的行署财政处。1952年，随着皖北、皖南行署撤销，安徽省人民政府的建立，成立安徽省人民政府财政厅，原属行署财政处领导的粮食局划出，成立安徽省粮食厅。1955年3月4日，安徽省人民委员会第一次会议决议，将安徽省人民政府财政厅更名安徽省财政厅。1958年10月14日，安徽省税务局保留名义，并入财政厅办公。
文化大革命开始后，1967年1月26日造反派夺权，中国人民解放军进驻接管财政厅工作。1968年7月17日，安徽省革命委员会生产指挥组批准成立安徽省财政工作临时业务组，9月成立安徽省财政厅革命领导小组。“临时业务组”在1969年6月改为安徽省财政局，1970年5月3日与安徽省人民银行合并成立安徽省革命委员会财政金融局，1973年财政、银行分设，成立安徽省革命委员会财政局。“革命领导小组”负责“批、斗、改”以及组织下放劳动，1970年下放结束后撤销。1980年1月30日，随着省革委会改为省人民政府，省财政局改为安徽省财政厅。1980年9月成立安徽省工业投资信托公司，1982年5月撤销，1985年恢复。:307-3092001年1月，信托公司与财政厅脱钩。:385

## 下设机构
- 办公室
- 综合处（清理规范津贴补贴办公室）
- 税政条法处
- 预算处
- 省直预算编制办公室
- 国库处
- 行政处
- 政法处
- 教科文处
- 经济建设处
- 农业处
- 社会保障处
- 企业处
- 金融处
- 国际处
- 农村财政管理局
- 会计处
- 行政事业国有资产管理处
- 国有资本经营预算处
- 监督检查局
- 政府采购处
- 农村综合改革领导小组办公室（农村综合改革处）
- 人事教育处
- 机关党委
- 省纪委（监察厅）派驻省财政厅纪检组（监察室）
- 离退休工作处[4]:390-391

## 历任领导
- 安徽省人民政府财政厅（厅长）：江干臣（1952.9-1957.9）、张浩（1957.9-1959.9）、田垒（1959.9-1965.1）、杨联（1965.1-1969.9）
- 安徽省革命委员会财政局（革命领导小组组长）：杨联（1969.9）
- 安徽省人民委员会财政金融局（革命领导小组组长）：张浩（1970.5-1972.10）、杨联（1972.10-1973.10）
- 安徽省革命委员会财政局（革命领带小组组长）：杨联（1973.10-1977.1）
- 安徽省革命委员会财政局（局长）：杨联（1977.1-1978-2）、周道炯（1978.2-1983.8）
- 安徽省财政厅（厅长）：周道炯（1980.10-1983.8）、杨连珠（1983.9-1985.4，厅长暂缺，副厅长杨连珠主持工作）、杨连珠（1985.4-1993.3）、匡炳文（1993.3-1998.2）、朱玉明（1998.2-2007.4）、陈先森（2007.4-2012.2）、罗建国（2012.4-2021.7）、谷剑锋（2021.7-）[3]:313-315[4]:392-393